# George Dantzig
George Dantzig (anglès: George Bernard Dantzig)  (Portland, 8 de novembre de 1914 - Stanford, 13 de maig de 2005) va ser un matemàtic estatunidenc.

## Vida i Obra
Dantzig va néixer a Portland (Oregon) fill de Tobies Dantzig, un matemàtic rus que havia estudiat a la universitat de París amb Henri Poincaré, i d'Anja Ourisson, una lingüista francesa especialitzada en llengües eslaves, que havien emigrar als EUA el 1910. A la dècada de 1920, la família Dantzig es va traslladar a Washington DC, on Anja va treballar com a lingüista a la Biblioteca del Congrés i Tobías va ser professor de matemàtiques a la universitat de Maryland. El 1936, George Dantzig es va graduar en física i matemàtiques a la universitat de Maryland i, el mateix any, es va casar amb Anne Shmuner. Va obtenir una beca de postgrau i va estar els dos cursos següents a Ann Arbor fent el màster a la universitat de Michigan, però les matemàtiques li semblaven excessivament teòriques i allunyades de la realitat i només volia acabar per agafar una feina i aviat va ser contractat per l'oficina federal d'estadística laboral. En aquest lloc va quedar impressionat per un treball de Jerzy Neyman i va voler fer el doctorat sota la seva direcció a la universitat de Berkeley.
El 1939 va començar els cursos de doctorat a Berkeley. Neyman acostumava a començar les classes posant dos problemes com deures per la classe següent. En una ocasió, Dantzig va arribar tard i va veure dos problemes escrits a la pissarra i els va copiar creient que eren deures. Li va costar resoldre'ls, però al cap d'unes setmanes li va entregar el seu treball a Neyman, confiant en que no el perdés en el mar de papers que era la taula del seu despatx. La seva sorpresa va ser monumental quan un parell de setmanes després, un diumenge de matinada, Neyman estava colpejant la porta de casa seva tot excitat amb el seu treball a la mà. Els dos problemes no eren deures: eren dos problemes als quals ningú havia donat solució fins aleshores! Tot i que un d'ells es va publicar el 1940 a la revista Annals of Mathematical statistics, Dantzig no va defensar la seva tesi fins al 1946 pels motius que s'expliquen a continuació. L'altre problema es va publicar a la mateixa revista el 1951.
El 1941, veient que els Estats Units s'involucrarien cada cop més en la Segona Guerra Mundial, es va incorporar al quarter general de les Forces Aèries dels Estats Units d'Amèrica com estadístic. El 1946, acabada la guerra, va tornar a Berkeley un semestre per obtenir el títol de doctor. El 1947, es va convertir en el matemàtica en cap del projecte de la força aèria SCOOP (Scientific Computation of Optimal Programs), per desenvolupar la programació lineal, camp en el qual va fer les seves aportacions més importants, com el mètode símplex.
El 1952 va ingressar com investigador matemàtic a RAND Corporation, on va tenir l'oportunitat de desenvolupar la teoria de la programació lineal tot i que focalitzant-se en la utilitat de les seves aplicacions pràctiques. Durant aquesta època, per exemple, va aportar una solució al problema del viatjant de comerç, obrint el camí a diversos enfocaments d'optimització combinatòria i de problemes de programació amb nombres enters.

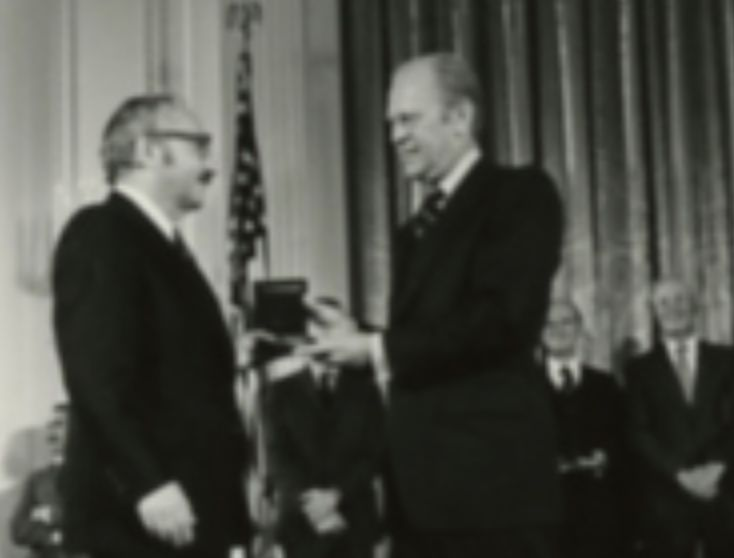
George Dantzig el 18 d'octubre de 1976 recollint la Medalla de Ciències de mans del president Gerald Ford.

El 1960 va tornar definitivament a l'ensenyament universitari; primer a Berkeley (1960-1966) i finalment a la Universitat Stanford (1966-1996). Des d'aquestes universitats va tenir una dedicació incansable pels seus deixebles, arribant a dirigir més de cinquanta tesis doctorals. El 1975, quan es va concedir el premi Nobel d'Economia a Tjalling Koopmans i a Leonid Kantoróvitx per les seves solucions en l'assignació óptima de recursos, el primer d'ells es va disgustar profundament perquè no fos també compartit amb Dantzig. Aquest mateix any, Dantzig va rebre la Medalla Nacional de la Ciència de mans del president Gerald Ford. També va rebre altres premis com el von Neumann (1975), el Harvey (1985) i el Harold Pender (1995). Va ser membre de diverses acadèmies i societats científiques, va rebre nou doctorats honoris causa i va ser un dels fundadors del Institute of Management Sciences.
El seu llibre més conegut va ser Linear Programming and Extensions (1963), del qual va fer una segona edició molt ampliada el 1997 en dos volums, coescrita amb el seu deixeble Mukund Thapa.